# Cymatium femorale
Cymatium femorale är en snäckart som först beskrevs av Carl von Linné 1758.  Cymatium femorale ingår i släktet Cymatium och familjen Ranellidae. Inga underarter finns listade i Catalogue of Life.